# Leonhard von Völs

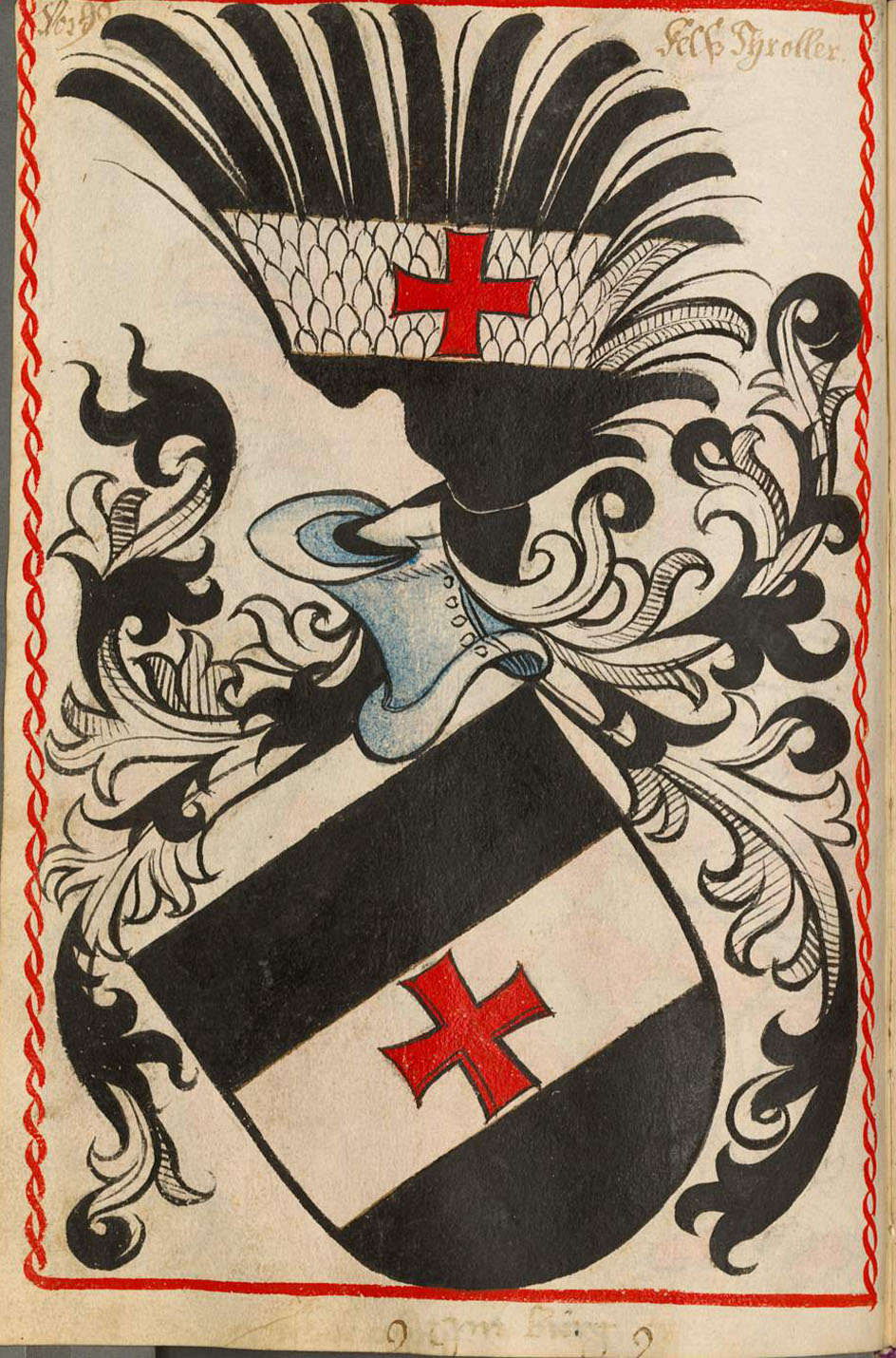
Stammwappen derer von Völs

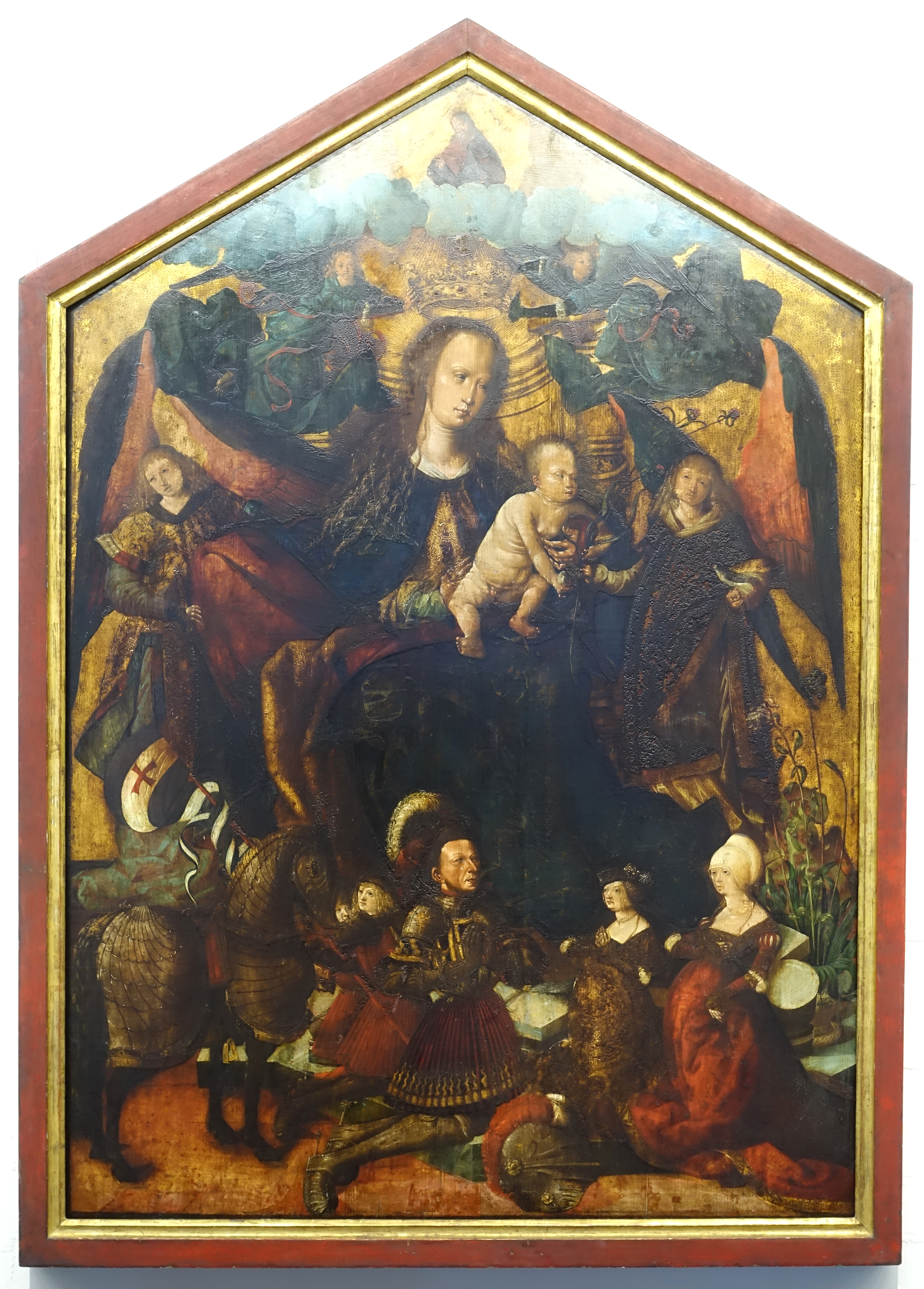
Altarbild Krönung Mariens, darunter kniend Leonhard von Völs und seine Gemahlin Maria von Thun, aus der Burgkapelle von Schloss Prösels

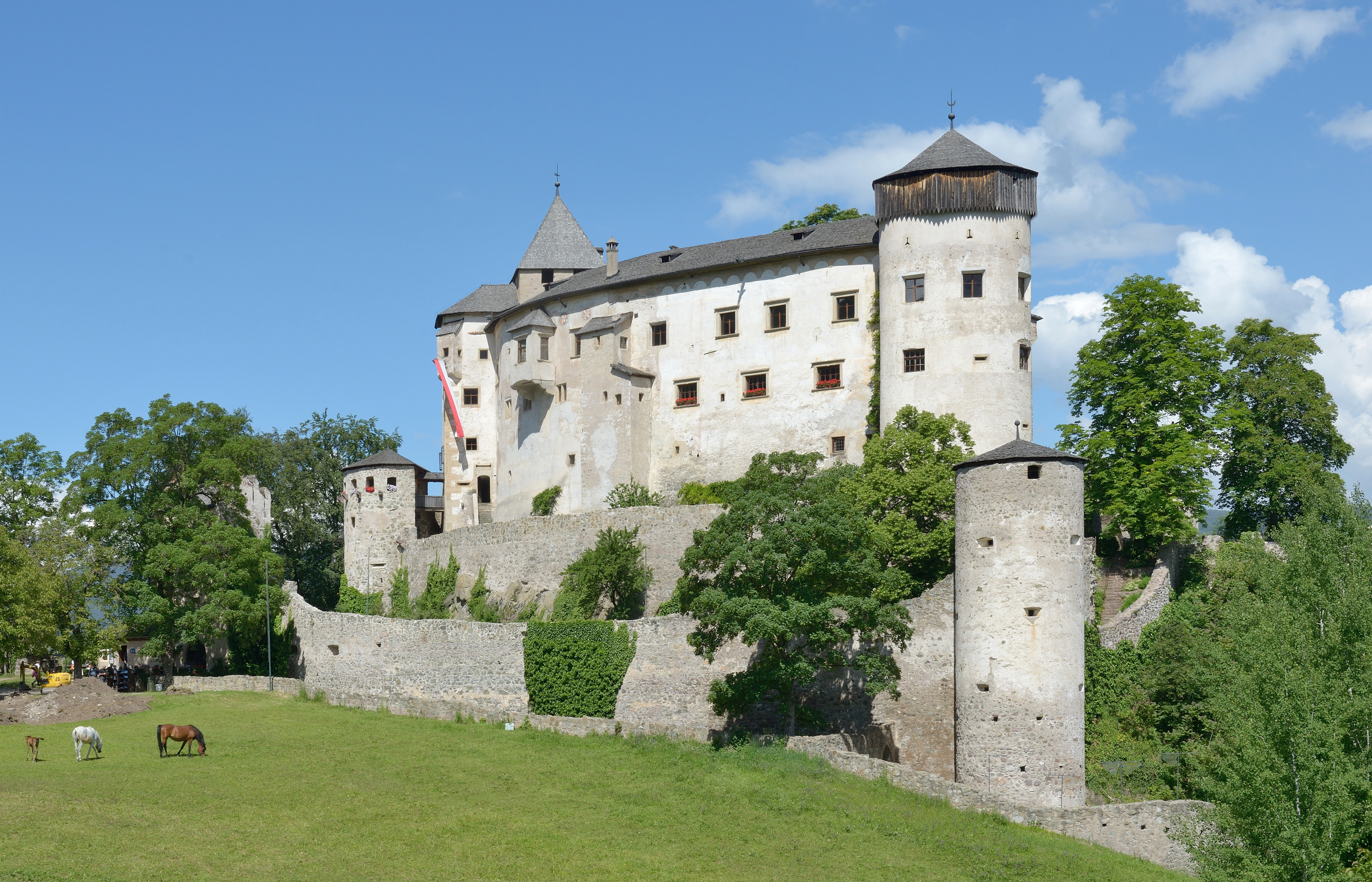
Schloss Prösels

Leonhard Freiherr von Völs d. Ä. (* um 1458 in Völs am Schlern; † 1530 in Bozen) war ein einflussreicher Tiroler Politiker und Soldat und einer der bekanntesten Besitzer des Schlosses Prösels bei Bozen. Von 1498 bis 1530 war er Burggraf und Landeshauptmann an der Etsch.

## Biographie
Leonhard von Völs stammte aus dem Adelsgeschlecht der Herren von Völs. Seine Eltern waren Kaspar von Völs und dessen Ehefrau Dorothea geb. Weinegg. 1490 teilte Leonhard mit seinem Bruder Michael das väterliche Erbe. Leonhard erhielt Prösels und Schenkenberg und Michael das Gericht Velseck und die Haselburg mit Burgfrieden. Von 1490 bis 1501 war Leonhard kaiserlicher Steuereinnehmer des Salzbergwerks in Hall in Tirol. Im Jahr 1499 gelang es Leonhard, sich im Krieg im Inntal, im Engadiner Krieg und im Krieg der Liga von Cambrai gegen Venedig (1508–1516) zu profilieren, bis er das Amt des Hauptmanns an der Etsch und des Burggrafen von Tirol innehatte. 
Zu Beginn des 16. Jahrhunderts war er einer der Hauptakteure bei der Unterdrückung des Bauernaufstands von 1525 sowie der Hexenjagd oder bei der Verfolgung von Frauen, die verdächtigt wurden, Zaubersprüche anzuwenden. Den Hexenprozessen, die auf Schloss Prösels in den Jahren 1506 und 1510 stattfanden, wohnte Leonhard, der sich als Burggraf in Meran aufhielt, persönlich nicht bei. 1511 empfingen die Brüder Leonhard und Michael das Gericht Tiers und 1512 das Erbkämmerer-Amt vom Hochstift Brixen. 1525 wurden Leonhard und Michael in den Freiherrenstand erhoben. Möglicherweise lernte Leonhard den Feldherren Marcantonio Colonna im Venezianischen Krieg kennen. Für geleistete Kriegsverdienste erhielt er in einem Filiationsbrief die Erlaubnis Namen und Wappen der Colonna zu führen, um die angebliche Verwandtschaft zum stadtrömischen Adelsgeschlecht der Colonna zu untermauern. Um Konflikte zu vermeiden, nahm Leonhard erst nach Aussterben der Herren von Matsch, die sich ebenfalls Grafen von Colonna nannten, die Säule in sein Siegel auf.
Das Epitaph Leonhards und seiner dritten Ehefrau Ursula befindet sich in der von ihm noch zu Lebzeiten gestifteten „Velserischen Begrebnus“ im Chor der Bozner Dominikanerkirche. Die einzig bekannte Porträtdarstellung Leonhard von Völs und seiner Gemahlin Maria von Thun auf einem Altarbild eines Habsburger Meisters von 1507 befindet sich heute im Germanischen Nationalmuseum in Nürnberg.

## Familie
Leonhard war dreimal verheiratet, nämlich mit Regina von Thun, Katharina von Firmian und Ursula von Montfort. Leonhards gleichnamiger Neffe Leonhard von Völs d. J. war 1529 unter den Verteidigern Wiens während der Ersten Türkenbelagerung der Stadt und befehligte erfolgreich den Verteidigungsabschnitt um das Burgtor, wie der zeitgenössische Holzschnitt von Nikolaus Meldemann belegt. Die Kinder Leonhard von Völs waren:
- Christoph Matthias; ⚭ Barbara Trapp von Matsch und Churburg
- Melchior († 1543); ⚭ Sidonia von Ortenburg
- Elisabeth
- Sidonia